# Zentralamerikanischer Buschmeister
Der Zentralamerikanische Buschmeister (Lachesis stenophrys), auch Mittelamerikanischer Buschmeister genannt, ist eine Grubenotter aus der Gattung der Buschmeister (Lachesis).

## Merkmale
Lachesis stenophrys ist eine große Viper mit kräftigem Körperbau. Zur Rückenmitte läuft der Körper etwas spitz zu, so dass sich eine Art Rückenkamm ausbildet. Die Gesamtlänge des Körpers kann bis 200 Zentimeter erreichen. Historische Angaben deuten auf maximale Maße von 360 Zentimetern. Der Schwanz ist dornartig zugespitzt. Der Kopf ist bei Aufsicht dreieckig und deutlich vom Hals abgesetzt. Die Schnauze ist breit und stumpf. Die Kopfoberseite ist bedeckt mit zahlreichen stark gekielten, asymmetrisch angeordneten kleinen Schuppen. Die Kopfoberseite ist gelblich-braun bis rötlich-braun gefärbt und weitgehend ungefleckt (Abgrenzung gegenüber Lachesis melanocephala). Zwischen Auge und Mundwinkel zeigt sich ein breiter Schläfenstreifen. Unterhalb des Schläfenstreifens ist der Kopf heller gefärbt, meist gelblich oder cremefarben. Auf dem Körper zeigen sich dorsal diamantartig geformte Flecken mit schwarzem Rand und hellem Zentrum. Die Grundfarbe ist graubraun, bräunlich oder rötlich-braun.
Es sind 33 bis 38 Reihen stark gekielter Rückenschuppen (Dorsalia) um die Körpermitte vorhanden. Die Schuppen sind derart stark gekielt, dass sie pyramidenartig wirken und dem Körper eine runzelig oder knotig erscheinende Oberfläche verleihen. Bauchseits lassen sich 36 bis 49 nicht geteilte Subcaudalia (Unterschwanzschilder) zählen. Das Scutum anale ist ungeteilt. Eine geringere Zahl an Ventralia (Bauchschilde) unterscheidet Lachesis stenophrys von Lachesis muta. Bei den Weibchen lassen sich 197 bis 211, bei Männchen 215 bis 234 Ventralschilde zählen.
Zwischen Augen und Nasenloch befindet sich ein, für Grubenottern typisches, Grubenorgan zur Wahrnehmung von Wärmestrahlung. Der Giftapparat besteht aus modifizierten Speicheldrüsen (Giftdrüsen), die über einen Giftkanal mit hohlen, einklappbaren Fangzähnen im vorderen Oberkiefer verbunden sind (solenoglyphe Zahnstellung).

## Lebensweise
Lachesis stenophrys führt eine weitgehend nachtaktive und bodenbewohnende Lebensweise. Das Beutespektrum umfasst Kleinsäuger, insbesondere Nagetiere wie Stachelratten. Saisonal hält sich die Schlange in der Nähe von Palmen der Gattung Welfia auf, deren Früchte ein bevorzugtes Nahrungsmittel einiger Stachelratten (Proechimys spec.) sind. Lachesis stenophrys hält sich gerne unter oder zwischen Wurzeln, etwa zwischen Brettwurzeln, oder unter umgestürzten Bäumen versteckt.
Die Fortpflanzung erfolgt durch Oviparie (eierlegend). Das Gelege wird zwischen Juni und August im Boden angelegt, beispielsweise in Nagetierbauten. Es umfasst bis zu 18 Eier, die zur Inkubation auf hohe Temperaturen und hohe Luftfeuchtigkeit angewiesen sind. Dies ist vermutlich ein Faktor, der die Ausbreitung von Lachesis-Arten über feuchttropische Regionen hinaus limitiert. Der Schlupf der Jungschlangen erfolgt nach zweieinhalb bis dreieinhalb Monaten. Das Weibchen harrt während dieser Zeit beim Gelege, die Eier werden von ihm umwickelt.
Buschmeister sind nicht aggressiv, wenn sie nicht bedrängt werden, setzen sich bei Gefahr aber durch Verteidigungsbisse zur Wehr. Bei Bedrohung richtet die Schlange den Vorderkörper S-förmig auf, flacht den Hals ab und vibriert mit der Schwanzspitze, was in der Laubstreu ein deutlich hörbares Summen erzeugt. Weibchen verteidigen ihr Gelege.

## Vorkommen
Das Verbreitungsgebiet dieser Art reicht vom zentralen Nicaragua über Costa Rica bis Panama (atlantisches Tiefland). Lachesis stenophrys kommt in Höhenlagen zwischen Meereshöhe und 1100 Metern vor. Besiedelt werden ungestörte feuchte und nasse Wälder des Tieflandes und der Vorgebirge.
Lachesis stenophrys ist relativ selten. Der Gesamtbestand wird als potentiell gefährdet beurteilt. Die Bestandsentwicklung lässt einen negativen Trend erkennen. Dabei beträgt die Rückgangsrate wahrscheinlich weniger als 30 % über 10 Jahre (circa drei Generationen). Genaue Populationsschätzungen liegen nicht vor.

## Schlangengift
Bei einem Giftbiss können große Mengen Toxingemisch abgegeben werden, so dass er beim Menschen zu einer schwerwiegenden Vergiftung führen kann. Tödliche Verläufe trotz Antiserumbehandlung wurden dokumentiert, sind jedoch selten. Toxingruppen, die im Giftsekret von Lachesis stenophrys vorkommen, sind Myotoxine (muskelschädigend), Prokoagulantien und Antikoagulantien (stören die Blutgerinnung) und Zink-Metalloproteasen, welche das Gewebe der Blutgefäßwände schädigen. Als lokale Effekte treten an der Bissstelle Schmerzen, Schwellung, Blasenbildung und Nekrose auf. Systemische Komplikationen können sich durch Koagulopathie (bis zur Ungerinnbarkeit des Blutes) und Blutungen zeigen. Gebissene Gliedmaße sind möglichst ruhig zu halten, Ringe und ähnliches abzulegen. Ein lockerer Verband kann zur Fixierung angelegt werden, jedoch kein Druckverband um lokale Gewebeschäden nicht zu verstärken. Essentiell ist eine rasche notärztliche Versorgung und nötigenfalls die Verabreichung mehrerer Dosen Antivenin.

## Taxonomie
Die wissenschaftliche Erstbeschreibung der Art erfolgte im Jahr 1875 durch den US-amerikanischen Zoologen Edward Drinker Cope unter der Bezeichnung Lachesis stenophrys. Das Epitheton „stenophrys“ stammt aus dem Griechischen („stenos“ — „schmal“, „ophrys“ — „Stirn“) und bezieht sich auf die kleinen Supraocularia.
Zwischenzeitlich wurde Lachesis stenophrys als Unterart von Lachesis muta geführt. Bekannte Synonyme sind:
- Lachesis stenophrys Cope  1876
- Bothrops achrocordus Garcia 1896
- Lachesis muta stenophrys – Taylor 1951
- Lachesis muta stenophrys – Peters & Orejas-Miranda 1970
- Lachesis muta stenophrys – Welch 1994
- Lachesis stenophrys – Zamudio & Greene 1997
- Lachesis stenophrys – McDiarmid, Campbell & Touré 1999
- Lachesis stenophrys – Savage 2002
- Lachesis stenophrys – Wallach et al. 2014

Unterarten sind nicht bekannt.